# Praktand
Praktand (Mareca falcata) är en fågel i familjen änder inom ordningen andfåglar. Den häckar i nordöstra Asien och övervintrar i Indien.

## Utseende
Praktanden är en relativt stor simand, 46–54 centimeter lång. På håll verkar praktanden helt grå, men på närmare håll gör hanens dräkt skäl för sitt namn: mörkgrönt huvud (förutom vit haka) med flack panna och fyllig nacke, kricklik gul fläck på stjärtens sida och långa lieformade tertialer. Honan är lik en stjärtandhona med breda vingar, men har vattrad undersida. När den flyger syns en mörk vingspegel.

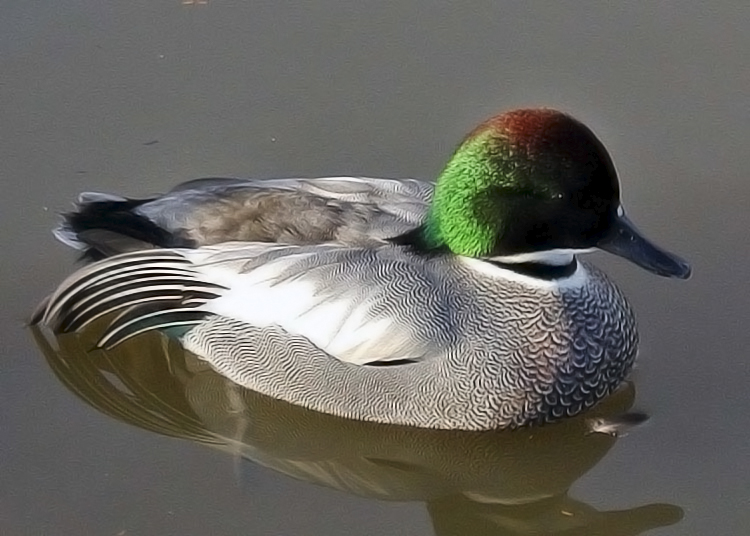
Adult hane
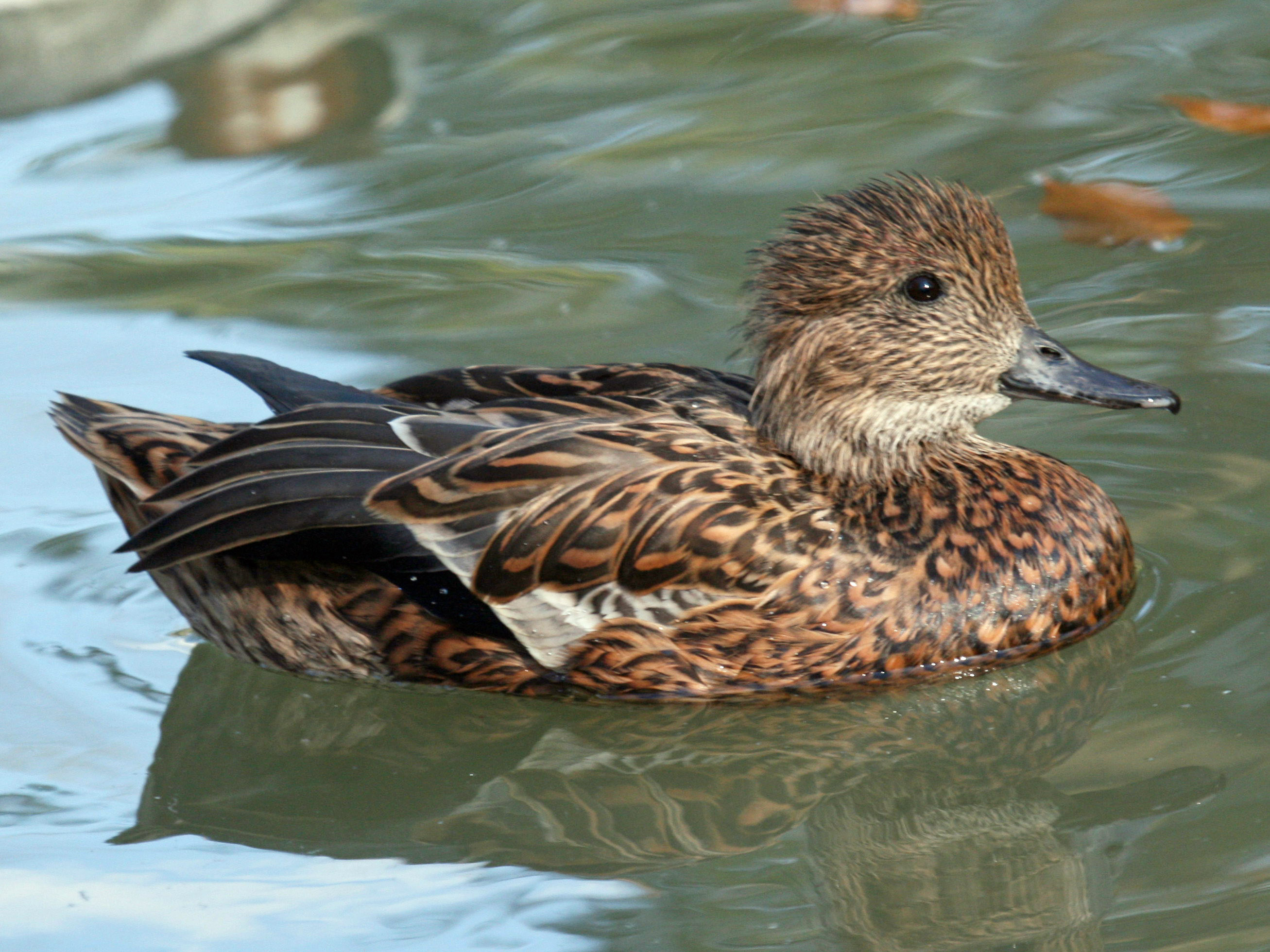
Adult hona

## Läte
Från hanen hörs en tvåstavig vissling, "foo-ee", ibland följt av strävare ljud. Honan har ett hest kvackande.

## Utbredning och systematik
Praktanden är en flyttfågel som häckar från östra Sibirien och Mongoliet till norra Japan. Den övervintrar i Indien. Praktand har på grund av hannens vackra fjäderdräkt tidigare hålls i fågeldammar i Europa. I Sverige har den påträffats vid tre tillfällen: april 1853 i Skellefteå, december 1916 till februari 1917 i Stockholms ström samt 16 maj till 23 juni 2014 i Västerstadsviken på Öland. Det kan dock inte uteslutas att det rört sig om förrymda fåglar.

### Släktestillhörighet
DNA-studier visar att praktandens närmaste släkting är snatterand och tillsammans bildar de en grupp med bläsänder. Tidigare placerades de i släktet Anas, men sedan 2017 bryts de ut i släktet Mareca av de internationellt ledande taxonomiska auktoriteterna. Sedan 2022 urskiljs de även av Birdlife Sveriges taxonomikommitté.

## Ekologi
Praktanden häckar från maj till juli nära översvämmade ängar och sjöar i låglänta dalgångar, både i öppen och delvis skogklädd mark. Den övervintrar inåt landet i sötvattensmiljöer, mindre ofta i kustlaguner. Fågeln födosöker på simänders vis genom att snappa efter vegetation inte långt under ytan. Ibland betar den i vattennära gräsmarker eller på åkrar.

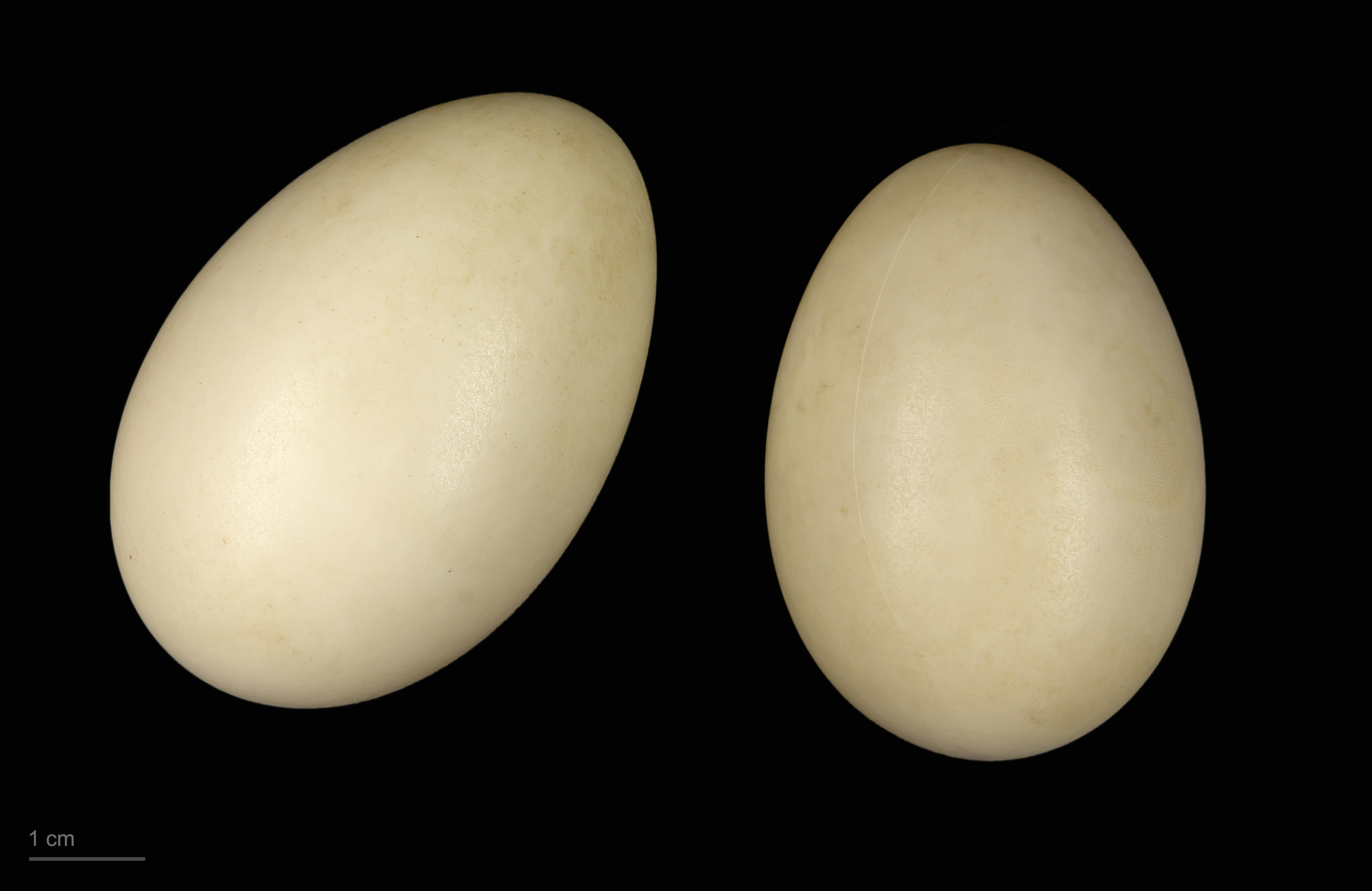
Praktandens ägg.

## Status och hot
Arten har ett stort utbredningsområde och beståndet anses vara stabilt. Världspopulationen uppskattas till mellan 87 000 och 100 000 vuxna individer. IUCN kategoriserar den som livskraftig.